# Homalispa deyrollei
Homalispa deyrollei es una especie de insecto coleóptero de la familia Chrysomelidae.
Fue descrita científicamente en 1858 por Baly.